# Bienvenue au cottage
Pour plus de détails, voir Fiche technique et Distribution.
Bienvenue au cottage ou Le Chalet au Québec (The Cottage) est un film britannique réalisé par Paul Andrew Williams, sorti en 2008.

## Synopsis
Après que deux frangins ont enlevé la fille d'un propriétaire de boîte de nuit et se sont réfugiés dans un cottage isolé dans lequel ils la gardent ligotée et bâillonnée , le père de la fille envoie deux tueurs asiatiques à leurs trousses, bientôt rejoints par un tueur en série local…

## Fiche technique
- Titre : Bienvenue au cottage
- Titre québécois : Le Chalet
- Titre original : The Cottage
- Réalisation : Paul Andrew Williams
- Scénario : Paul Andrew Williams
- Production : Steve Christian, Hugo Heppell, Ken Marshall, Martin Pope et Julia Valentine
- Sociétés de production : Pathé et UK Film Council
- Budget : 2,5 millions de livres sterling (3,34 millions d'euros)
- Musique : Laura Rossi
- Photographie : Christopher Ross
- Montage : Tom Hemmings
- Décors : Crispian Sallis
- Costumes : Marianne Agertoft
- Pays d'origine :  Royaume-Uni
- Format : Couleurs - 2,35:1 - Dolby Digital - 35 mm
- Genre : Comédie horrifique et thriller
- Durée : 92 minutes
- Dates de sortie : 14 mars 2008 (Royaume-Uni), 9 juillet 2008 (France)
- Classification : Film interdit aux moins de 12 ans lors de sa sortie en salles et aux moins de 16 ans à la télévision en France

## Distribution
- Andy Serkis (V.Q. : Denis Roy) : David
- Reece Shearsmith (V.Q. : Yves Soutière) : Peter
- Jennifer Ellison (V.Q. : Nathalie Coupal) : Tracey
- Steven O'Donnell (V.Q. : Olivier Visentin) : Andrew
- James Bierman : le videur
- Cat Meacher : le réceptionniste
- Danny Nussbaum : l'homme en costume
- Logan Wong (V.Q. : Xavier Dolan) : Muk Li San
- Jonathan Chan-Pensley (V.Q. : Nicholas Savard L'Herbier) : Chun Yo Fu
- Simon Schatzberger (V.Q. : Alain Sauvage) : Steven
- Doug Bradley (V.Q. : Aubert Pallascio) : le villageois avec un chien
- Dave Legeno (V.Q. : Patrick Chouinard) : le fermier
- Katy Murphy : la femme du fermier
- Georgia Groome : la fille du fermier
- Eden Watson : la fille du fermier

Source et légende : Version québécoise (V.Q.) sur Doublage Québec.

## Autour du film
- Le tournage a débuté le 23 mars 2007 et s'est déroulé sur l'île de Man et dans le Yorkshire.
- Le réalisateur et scénariste Paul Andrew Williams avait originellement écrit le personnage de Tracey pour une femme de la quarantaine, mais pour obtenir le financement de son film, il fut contraint de choisir une jeune femme.